# Hugo Cauer

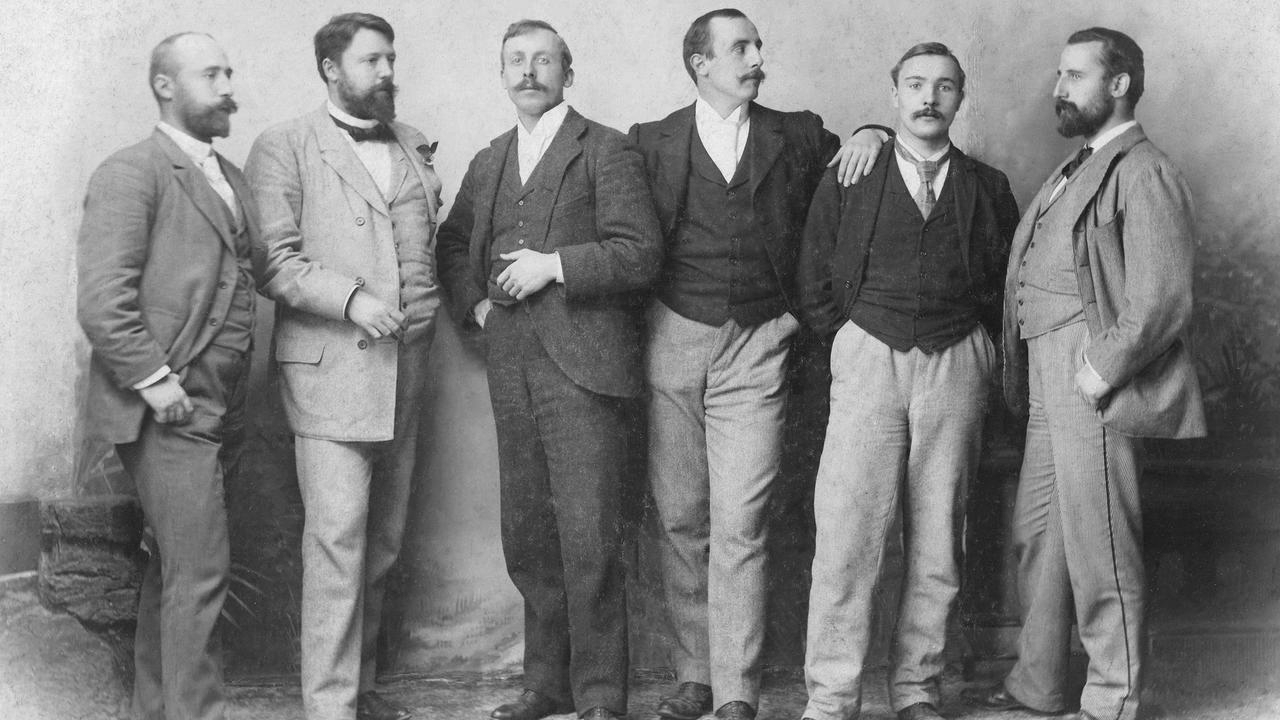
Hugo Cauer, 1. v. links

Hugo Cauer (* 5. Oktober 1864 in Bad Kreuznach; † 31. Juli 1918 ebenda) war ein deutscher Bildhauer.

## Biografisches
Hugo Cauer wurde am 5. Oktober 1864 als Sohn des Bildhauers Karl Cauer in Bad Kreuznach geboren. Seine erste künstlerische Ausbildung erhielt er im väterlichen Atelier. Anschließend studierte er in Rom. In den Jahren 1886–1887 begann er ein Studium an der Kunstakademie Berlin. Von 1890 bis 1891 war Reinhold Begas sein Lehrer. Nach dessen Tod im Jahr 1911 kehrte er in seine Geburtsstadt zurück und übernahm das Atelier seines Vaters. In Zusammenarbeit mit seinen Brüdern Ludwig und Emil schuf er das Hutten-Sickingen-Denkmal auf der Ebernburg. Hugo Cauer war auch für die Silberwarenfabrik Peter Bruckmann & Söhne in Heilbronn tätig.
Sein einziger Sohn Hans wurde am 7. Juli 1899 geboren.
Hugo Cauer starb am 31. Juli 1918 in seiner Heimatstadt Bad Kreuznach.

## Werke (Auswahl)
Cauer schuf überwiegend Denkmäler, Kriegsdenkmäler, Grabmale sowie Porträtbüsten bekannter Persönlichkeiten seinerzeit.

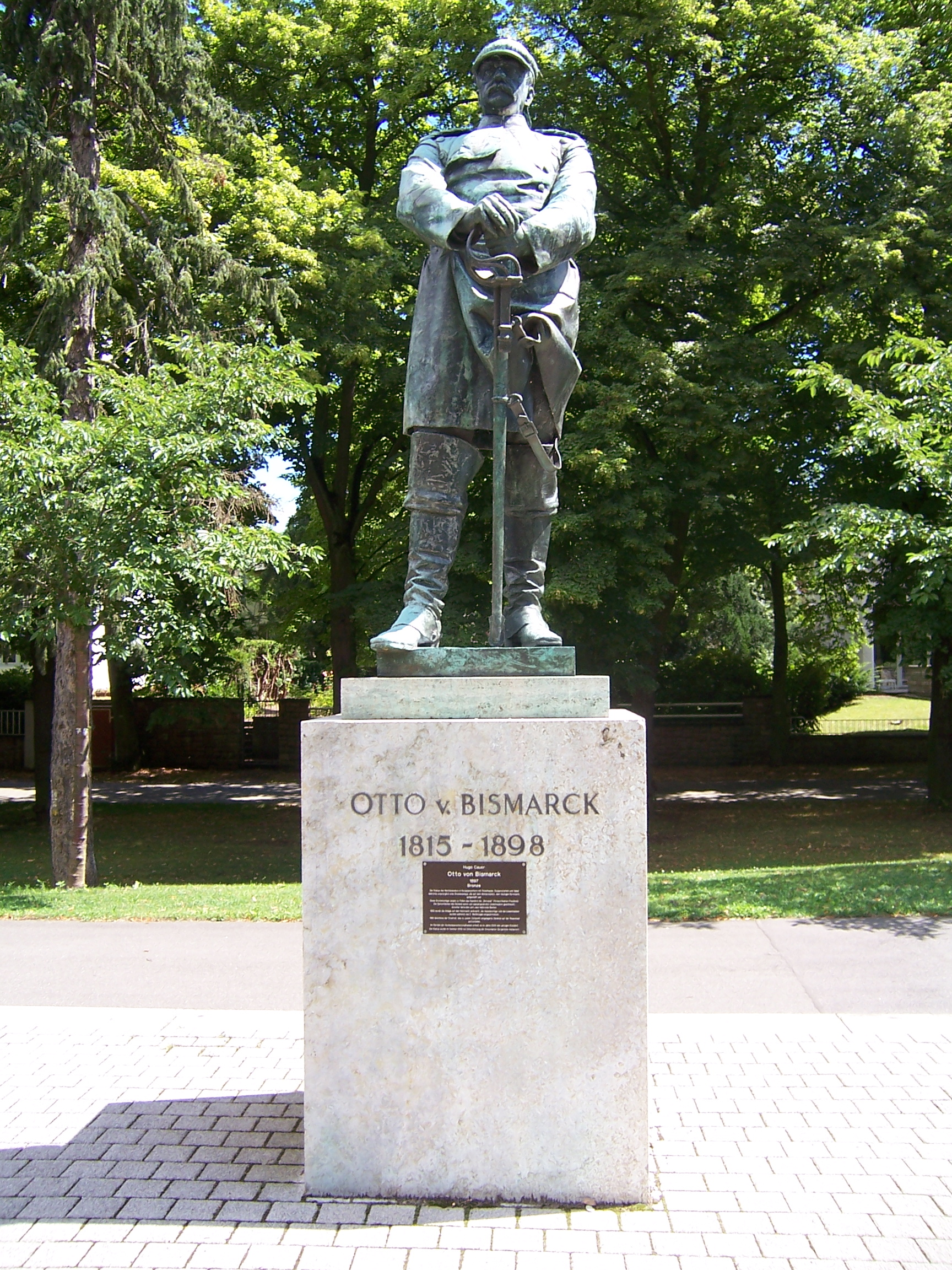
Statue von Otto Bismarck
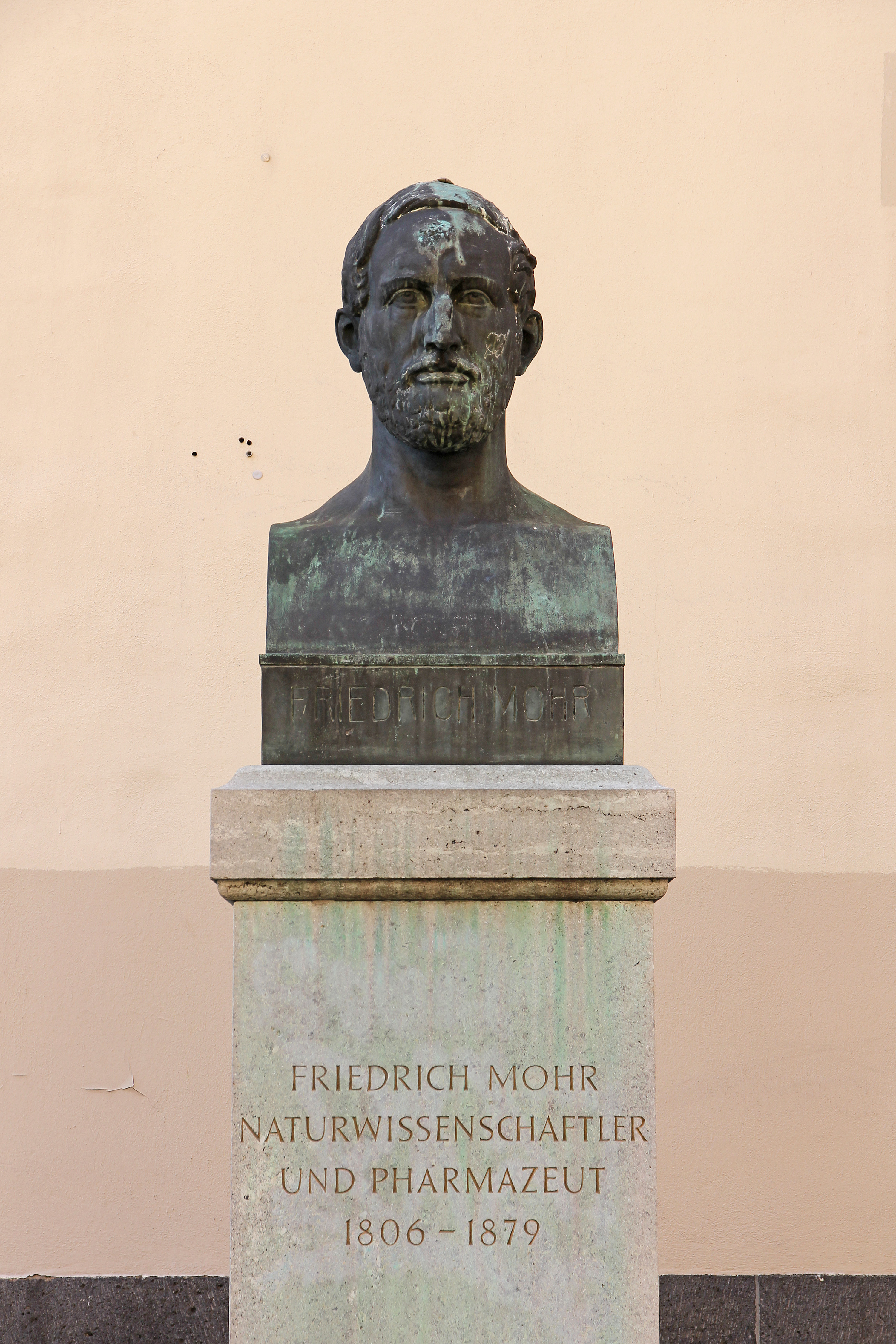
Porträtbüste von Karl Friedrich Mohr
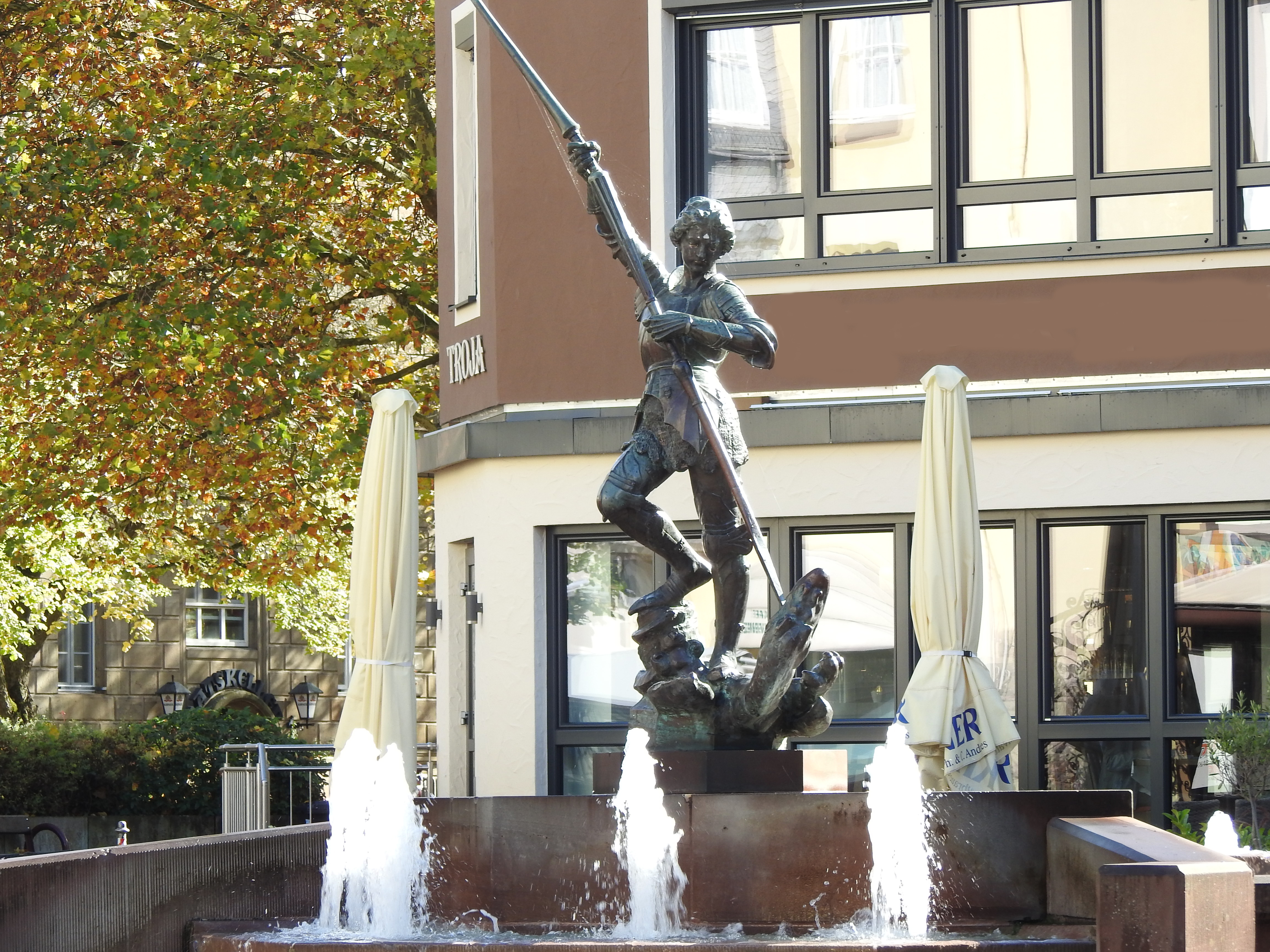
Brunnenfigur Heiliger Georg
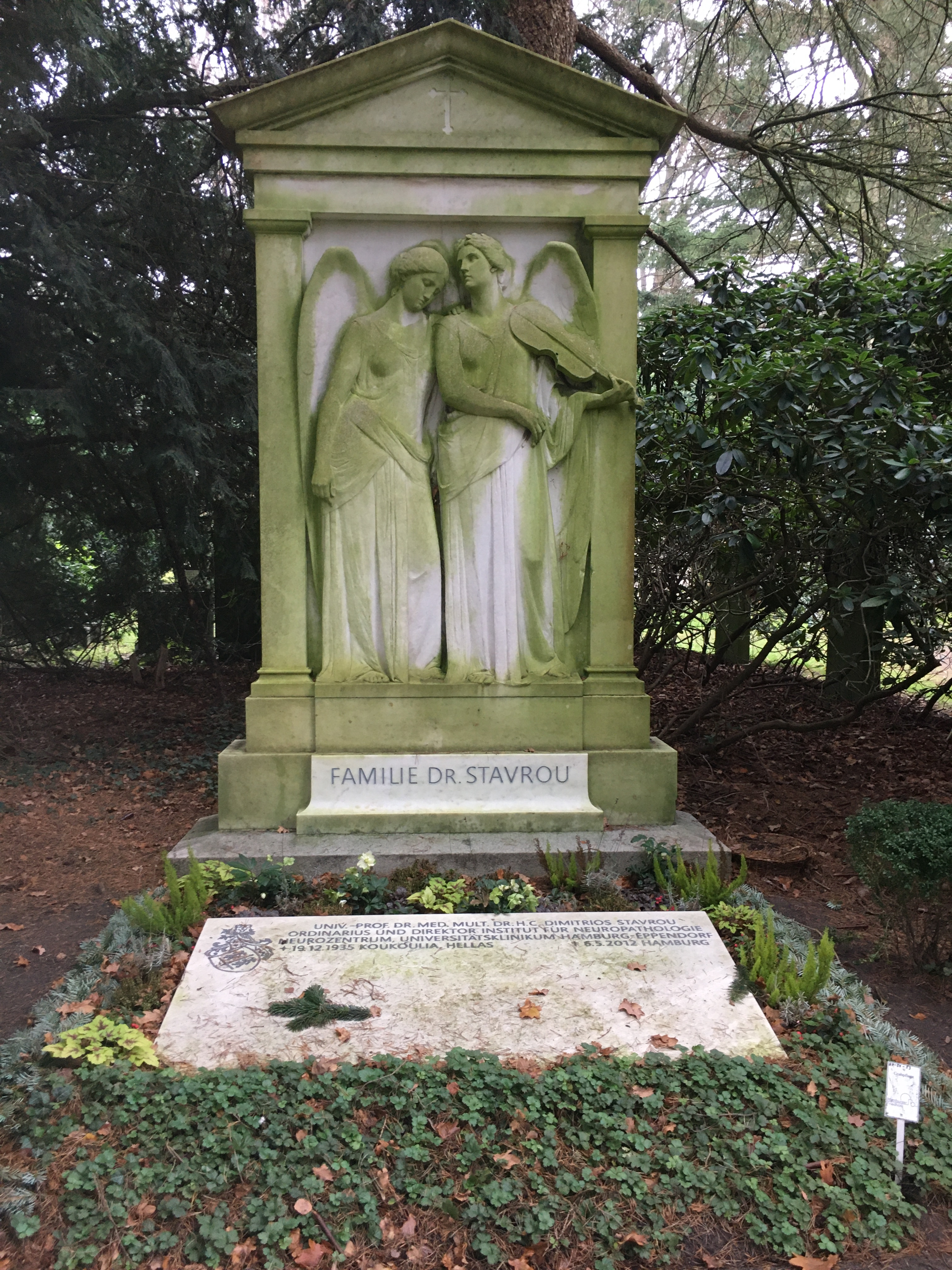
Grabstätte von Dimitrios Stavrou
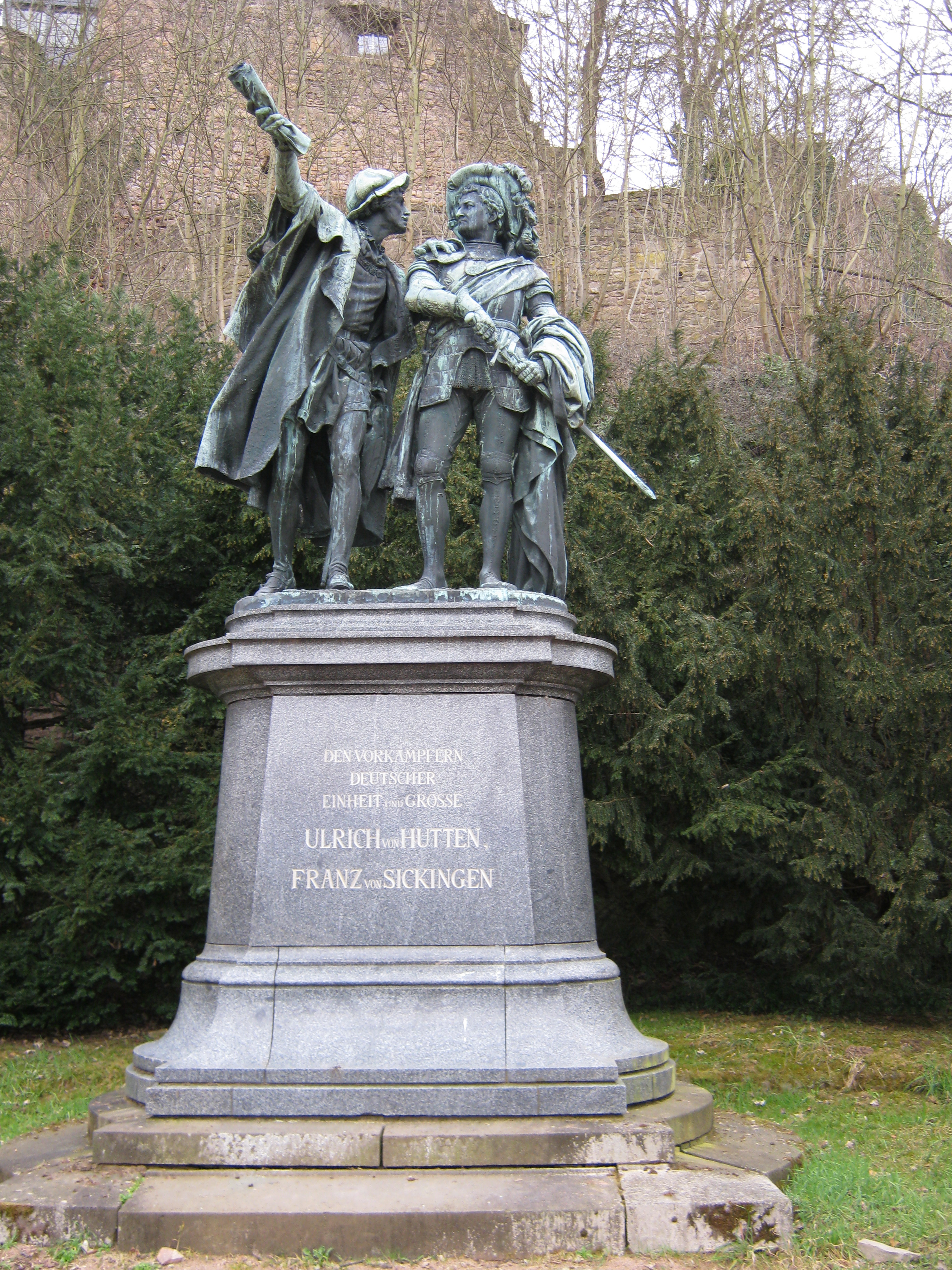
Hutten-Sickingen-Denkmal